# Very small aperture terminal

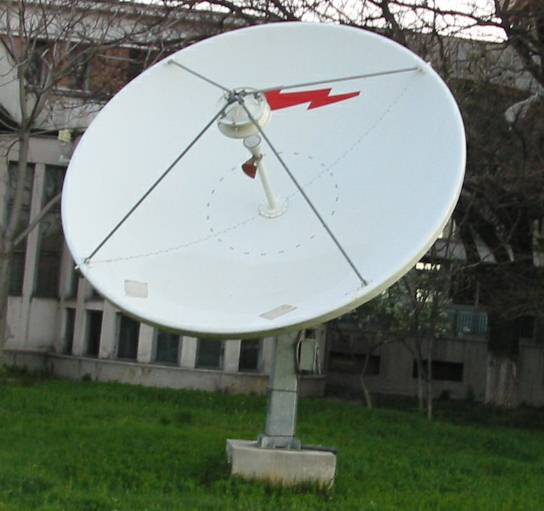
VSAT

Een Very small aperture terminal, vaak afgekort tot VSAT,  is een grondstation dat draadloos in verbinding staat met een communicatiesatelliet. Het grondstation gebruikt voor zenden en ontvangen een kleine, meestal parabolische schotel. Typische toepassingen zijn:
- datacommunicatie van/naar verafgelegen gebruikers; dit kunnen gebruikers in afgelegen gebieden zijn, maar ook scheepvaart
- verspreiding van gegevens over veel gebruikers (broadcast).

Met het gestaag verbeteren van de "aardse" netwerken worden VSAT-netwerken naar een "niche" van de telecommunicatiemarkt verdrongen.